# Llanolebias stellifer
Genre
Espèce
Synonymes
- Rivulus stellifer Thomerson & Turner 1973

Llanolebias stellifer, unique représentant du genre Llanolebias, est une espèce de poissons d'eau douce de la famille des Rivulidae.

## Distribution
Cette espèce est endémique du Venezuela. Elle se rencontre dans le bassin des río Cojedes et río Portuguesa.

## Publications originales
- Thomerson & Turner, 1973 : Rivulus stellifer, a new species of annual killifish from the Orinoco basin of Venezuela. Copeia, vol. 1973, no 4, p. 783–787.
- Hrbek & Taphorn, 2008 : Description of a new annual rivulid killifish genus from Venezuela. Zootaxa no 1734, p. 27–42.